# Dongfang
Dongfang (en chino:东方市,pinyin:Dōngfāng shì) es una ciudad-subprefectura bajo la administración directa de la provincia de Hainan. Se ubica al oeste de las costa del Mar de la China Meridional,sur de la República Popular China. Su área es de 2256 km² y su población es de 435 000 (2010).
El código postal es el 572600, y el de área 0898.

## Administración
La ciudad de Dongfang se divide en 8 poblados y 2 villas.
- Poblado Bā suǒ 八所镇
- Poblado dōng hé 东河镇
- Poblado dàtián 大田镇
- Poblado gǎn chéng 感城镇
- Poblado Bǎn qiáo 板桥镇
- Poblado sānjiā 三家镇
- Poblado sì gèng 四更镇
- Poblado xīn lóng 新龙镇
- Aldea Tiān'ān 天安乡
- Aldea jiāng biān 江边乡

## Historia
El Emperador Wu nombró este lugar como condado de Jiulong (九龙县) en el 110 a. C. que significa los nueve dragones.
En abril de 1952 este lugar es llamado condado de Dongfang (东方县) y en 1953 era la prefectura autónoma Li y Miao de Hainan, en diciembre de 1987 pasó a llamarse condado autónomo Li de Dongfáng  (东方黎族自治县) y en marzo de 1997 cambió de administración y pasó a ser ciudad-subprefectura, el antes condado Ganen, Transcripción del sistema postal chino:Kumyan, Kanem y Kamyan es parte de la ciudad.

## Clima
| Parámetros climáticos promedio de Dongfang (1971–2000) | Parámetros climáticos promedio de Dongfang (1971–2000) | Parámetros climáticos promedio de Dongfang (1971–2000) | Parámetros climáticos promedio de Dongfang (1971–2000) | Parámetros climáticos promedio de Dongfang (1971–2000) | Parámetros climáticos promedio de Dongfang (1971–2000) | Parámetros climáticos promedio de Dongfang (1971–2000) | Parámetros climáticos promedio de Dongfang (1971–2000) | Parámetros climáticos promedio de Dongfang (1971–2000) | Parámetros climáticos promedio de Dongfang (1971–2000) | Parámetros climáticos promedio de Dongfang (1971–2000) | Parámetros climáticos promedio de Dongfang (1971–2000) | Parámetros climáticos promedio de Dongfang (1971–2000) | Parámetros climáticos promedio de Dongfang (1971–2000) |
| Mes                                                    | Ene.                                                   | Feb.                                                   | Mar.                                                   | Abr.                                                   | May.                                                   | Jun.                                                   | Jul.                                                   | Ago.                                                   | Sep.                                                   | Oct.                                                   | Nov.                                                   | Dic.                                                   | Anual                                                  |
| ------------------------------------------------------ | ------------------------------------------------------ | ------------------------------------------------------ | ------------------------------------------------------ | ------------------------------------------------------ | ------------------------------------------------------ | ------------------------------------------------------ | ------------------------------------------------------ | ------------------------------------------------------ | ------------------------------------------------------ | ------------------------------------------------------ | ------------------------------------------------------ | ------------------------------------------------------ | ------------------------------------------------------ |
| Temp. máx. media (°C)                                  | 23.3                                                   | 23.7                                                   | 26.3                                                   | 29.9                                                   | 31.9                                                   | 32.3                                                   | 32.2                                                   | 31.8                                                   | 31.2                                                   | 29.5                                                   | 27.1                                                   | 24.3                                                   | 28.6                                                   |
| Temp. media (°C)                                       | 19.0                                                   | 19.8                                                   | 22.4                                                   | 26.2                                                   | 28.7                                                   | 29.4                                                   | 29.3                                                   | 28.8                                                   | 27.6                                                   | 25.8                                                   | 23.0                                                   | 20.0                                                   | 25.00                                                  |
| Temp. mín. media (°C)                                  | 15.9                                                   | 17.1                                                   | 19.6                                                   | 23.2                                                   | 25.7                                                   | 26.8                                                   | 26.6                                                   | 26.0                                                   | 24.7                                                   | 23.0                                                   | 19.9                                                   | 16.9                                                   | 22.1                                                   |
| Lluvias (mm)                                           | 7.6                                                    | 14.2                                                   | 17.4                                                   | 30.0                                                   | 88.3                                                   | 146.8                                                  | 140.2                                                  | 176.2                                                  | 170.9                                                  | 129.3                                                  | 26.5                                                   | 13.9                                                   | 961.3                                                  |
| Días de lluvias (≥ 0.1 mm)                             | 3.6                                                    | 4.9                                                    | 5.0                                                    | 5.5                                                    | 7.2                                                    | 7.5                                                    | 7.8                                                    | 11.5                                                   | 13.3                                                   | 11.5                                                   | 4.6                                                    | 3.3                                                    | 85.7                                                   |
| Horas de sol                                           | 179.2                                                  | 147.6                                                  | 185.3                                                  | 213.9                                                  | 270.6                                                  | 244.2                                                  | 263.5                                                  | 236.1                                                  | 217.2                                                  | 211.2                                                  | 202.2                                                  | 187.0                                                  | 2558.0                                                 |
| Humedad relativa (%)                                   | 81                                                     | 83                                                     | 82                                                     | 79                                                     | 77                                                     | 77                                                     | 77                                                     | 80                                                     | 82                                                     | 81                                                     | 77                                                     | 77                                                     | 79.4                                                   |
| Fuente: China Meteorological Administration            |                                                        |                                                        |                                                        |                                                        |                                                        |                                                        |                                                        |                                                        |                                                        |                                                        |                                                        |                                                        |                                                        |